# 1855 na arte

## Nascimentos
| Data           | Nome               | Profissão                                  | Nacionalidade                              | Observações | Ref |
| -------------- | ------------------ | ------------------------------------------ | ------------------------------------------ | ----------- | --- |
| 25 de abril    | José Malhoa        | pintor, desenhista e professor             | Reino Unido de Portugal, Brasil e Algarves | m. 1933     |     |
| 24 de novembro | Clara de Resende   | pintora                                    | Reino Unido de Portugal, Brasil e Algarves | m. 1933     |     |
| ??             | Georges Hoentschel | arquiteto-decorador e colecionador de arte | França                                     | m. 1915     |     |

## Mortes
| Data | Nome | Profissão | Nacionalidade | Observações | Ref |
| ---- | ---- | --------- | ------------- | ----------- | --- |